# بروكس ريد
بروكس ريد (بالإنجليزية: Brooks Reed)‏ (و. 1987  م) هو لاعب كرة قدم أمريكية، من الولايات المتحدة، ولد في توسان، أريزونا، يلعب كظهير ‏.

## التعليم
تعلم في Sabino High School ‏.